# Lista das obras de Rimsky-Korsakov

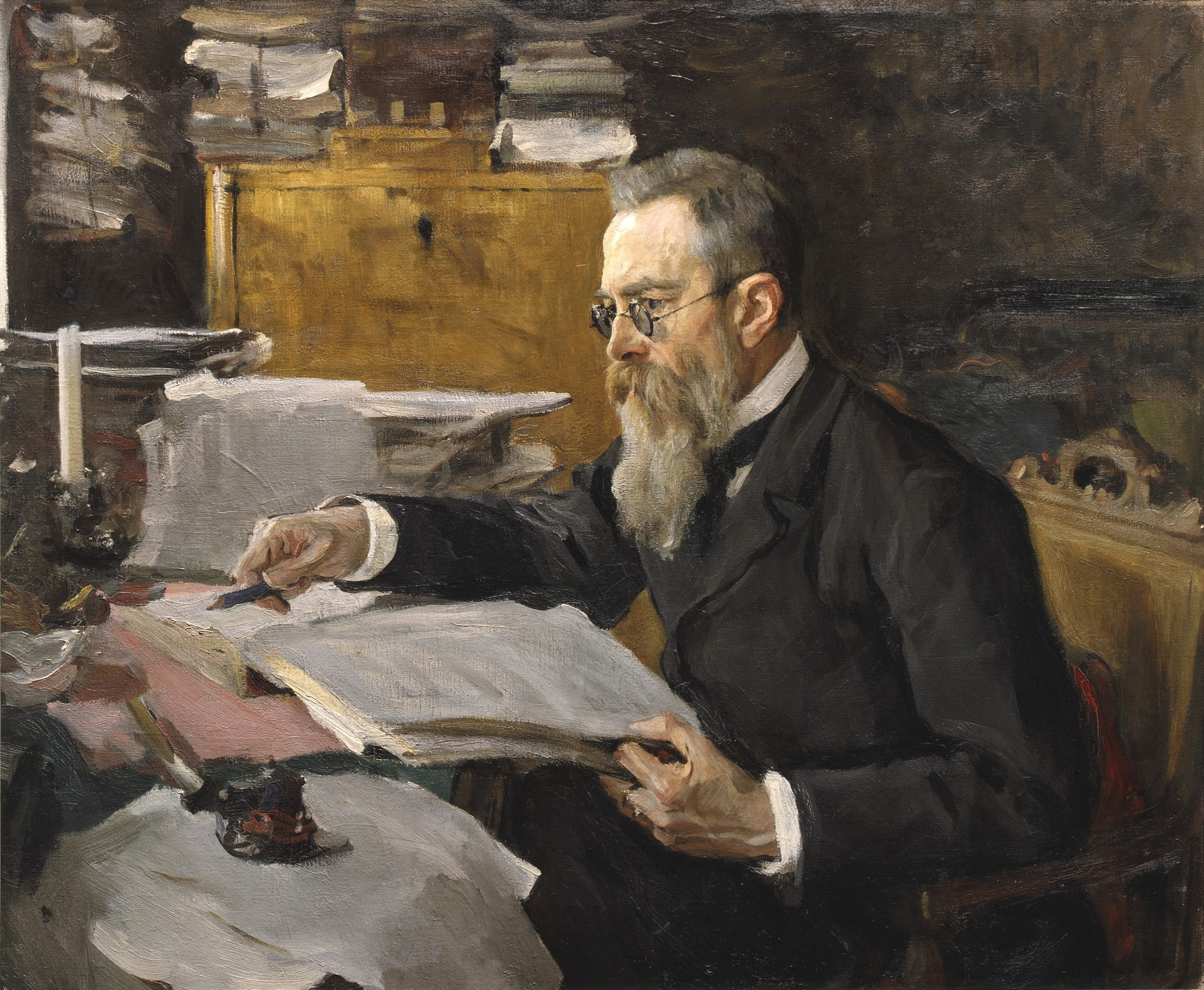
retrato de Nikolai Rimsky-Korsakov por Valentin Serov (1898)

Lista das obras do compositor Nikolai Rimsky-Korsakov

## Obras paraorquestra
- Sinfonia nº1 em Mi Menor

- Sinfonia nº2 - Antar

- Sinfonia nº3 em Dó Maior

- Abertura a três temas russos

- Fantasia sobre temas sérvios

- Sadko

- A Tale

- Symphoniette em temas russos

- Capricho Espanhol

- Sheherazade

- Abertura "A Grande Páscoa Russa", op. 36

## Obras para instrumento solo e orquestra
- Fantasia para violino

- Concerto para trombone

- Concerto para piano em Dó# Menor
- Concerto para clarinete

## Óperas
- The Maiden of Pskov

- The May Night

- A Donzela da Neve

- Mlada - opera-balé

- The Christmas Night

- Sadko

- Mozart e Saliery

- Vera Sheloga

- The Tsar's Bride

- The Tale of Tsar Saltan

- Servilia

- Kashtshey Immortal

- Pan Voyevoda

- The Legend of the Invisible town Kitez

- O Galo de Ouro

## Outros
- 79 romances para diferentes vozes e piano

- 100 Canções Folclóricas Russas

- 40 Canções Folclóricas Russas

- peças para piano

- Obras instrumentais e grupos vocais